# Čukovec (żupania varażdińska)
Čukovec – wieś w Chorwacji, w żupanii varażdińskiej, w mieście Ludbreg. W 2011 roku liczyła 322 mieszkańców.